# Apodrassodes trancas
Apodrassodes trancas är en spindelart som beskrevs av Norman I. Platnick och Mohammad U. Shadab 1983. Apodrassodes trancas ingår i släktet Apodrassodes och familjen plattbuksspindlar. Inga underarter finns listade i Catalogue of Life.